# Мезенцева, Мария Сергеевна
Мария Сергеевна Мезенцева (укр. Марія Сергіївна Мезенцева; род. 10 декабря 1989, Харьков) — украинский политик, волонтёр, частный предприниматель. Народный депутат Украины IX созыва. Победила действующего депутата Валерия Писаренко.

## Биография
Родилась 10 декабря 1989 года в Харькове.
Окончила Харьковский национальный университет имени В. Н. Каразина (специальность «Международные экономические отношения» и «Референт-переводчик с английского языка»). Училась в Кентском университете (Великобритания), получила степень магистра по специальности «Международные отношения и международное право».
С 2008 по 2010 год — помощник юриста в ООО «Земельный Эксклюзив» (юридическая фирма), Харьков. 2011 год — стажировка в Верховной Раде Украины. С 2012 по 2013 год — стажировка в Европарламенте, Парламентской ассамблеи Организации Объединённых Наций. С 2014 по 2015 год — стажировка в Бизнес Раде «Украина-ЕС» в Брюсселе. С 2016 года — физическое лицо-предприниматель.
Работала в Альянсе европейских консерваторов и реформаторов в Брюсселе, была лоббисткой по украинским вопросам в Европейском парламенте.
В 2015 году избрана депутатом Харьковского горсовета 7-го созыва. Член постоянной комиссии по вопросам международного сотрудничества, инвестиций, спортивных и имиджевых проектов. Член депутатской фракции «Объединение „Самопомощь“». Беспартийная.
Кандидат в народные депутаты от партии «Слуга народа» на парламентских выборах 2019 года (избирательный округ № 168, Шевченковский район города Харькова). На время выборов: физическое лицо-предприниматель, беспартийная. Проживает в Харькове.
Многократная чемпионка Украины по современным танцам, обладательница награды «Одарённые дети Харьковщины».

## Личная жизнь
24 апреля 2024 года Мезенцева вышла замуж за Юрия Федоренко, депутата Киевского горсовета. В июне 2025 года у пары родился сын Теодор. 